# Сисопхон
Сисопхо́н, или Серейсаопхоан (кхмер. សិរីសោភ័ណ — seʔrəjsaopʰoan) — город в северо-западной части Камбоджи. Административный центр провинции Бантеаймеантьей.

## География
Абсолютная высота — 15 метров над уровнем моря.

## Население
По данным на 2013 год численность населения составляет 192 492 человека.
Динамика численности населения города по годам:
| 2008    | 2013    |
| ------- | ------- |
| 181 396 | 192 492 |

## Транспорт
Через Сисопхон проходят национальные шоссе № 5 и № 6.

## Достопримечательности
В 40 минутах езды от Сисопхона на север находятся руины храма Бантеай Чхма (кхмер. បន្ទាយឆ្មារ — bɑntiej cʰmaː), построенного в XII—XIII вв.